# Рашид Таліа
Рашид Таліа (араб. رشيد طليع; 1877 — вересень 1926) — йорданський політик, перший прем'єр-міністр Зайордання.

## Життєпис
Навчався в Королівській школі в Стамбулі. Після визволення арабських країн від влади Османської імперії король Сирії Фейсал I закликав його у Дамаск і доручив очолити міністерство внутрішніх справ. Коли у квітні 1921 року в Зайорданні було створено перший уряд, то Рашид Таліа за дорученням еміра Абдулли його очолив.
За свою активну боротьбу проти французької окупації Сирії був заочно засуджений до страти.